# The Path (videogioco)
The Path è un videogioco horror per personal computer sviluppato da Tale of Tales per il sistema operativo Microsoft Windows e successivamente reso disponibile per macOS da TransGaming Technologies. Si ispira a diverse versioni della favola di Cappuccetto Rosso e a tropi e convenzioni del folklore in generale, ma è ambientato nell'epoca contemporanea. La versione originale per Windows è stata pubblicata il 18 marzo 2009 in inglese e olandese. Il giocatore può scegliere di controllare una di sei diverse sorelle, che vengono mandate ad una ad una dalla loro madre a visitare la nonna malata. Il giocatore può scegliere se rimanere sul sentiero o vagare nella foresta, dove i lupi giacciono in attesa.

## Modalità di gioco
Il gioco inizia in un appartamento. Al giocatore vengono mostrate sei ragazze tra cui scegliere e non viene data nessun'altra informazione oltre al nome. Una volta selezionata, la ragazza viene portata fuori città, all'inizio di un sentiero che prosegue in una foresta.
Al giocatore viene dato il controllo della ragazza, e riceve come istruzioni: "Vai alla casa della Nonna e rimani sul sentiero", ma non si è obbligati a seguirle. Esplorando la foresta, il giocatore trova vari oggetti sparsi in giro, ma non c'è nessun tasto 'interagisci'. Affinché una ragazza raccolga o esamini un oggetto, il giocatore deve muoverla abbastanza vicino da far apparire sullo schermo un'immagine sovrimpressa dell'oggetto e lasciar andare i comandi. Il personaggio interagisce con l'oggetto e sullo schermo appare un'immagine che indica ciò che è stato sbloccato: ogni oggetto trovato da una ragazza appare in qualche forma nella casa della Nonna, e alcuni oggetti sbloccano nuove stanze. Appare anche un piccolo testo, un pensiero del personaggio corrente. Alcuni oggetti possono essere raccolti solo una volta e non appaiono nelle sezioni successive. In questo modo, il giocatore arriva a comprendere il suo personaggio, dando agli eventi successivi un significato maggiore quando incontra il Lupo, che è diverso per ogni ragazza. I Lupi non sono dei veri lupi, sono rappresentazioni delle tentazioni a cui ognuna delle ragazze può essere sottoposta alla sua età.
Non è obbligatorio trovare il Lupo. In questo gioco, non ci sono requisiti, ma l'esperienza finale della Casa della Nonna cambia drammaticamente dopo l'incontro con il Lupo ed è generalmente considerata una parte importante dell'esperienza di gioco. La ragazza incontra il Lupo, poi c'è una breve sequenza animata e lo schermo diventa nero. Quando il giocatore riprende il controllo della scena, la ragazza giace sul sentiero di fronte alla Casa della Nonna.
Una volta che il giocatore entra nella Casa della Nonna, lo stile di gioco cambia: ora è in prima persona e, indipendentemente da quale tasto si prema, il personaggio si muove in avanti lungo un binario, incapace di girarsi o di deviare dal suo percorso predeterminato. Ciò che si trova nella Casa della Nonna dipende dalle azioni del giocatore nella foresta e da quale personaggio sta guidando, ma tutti hanno qualcosa in comune: se si arriva lì senza aver interagito con il Lupo, la ragazza giunge sana e salva, si accomoda di fianco alla Nonna e poi si viene rimandati indietro all'appartamento. La ragazza che abbiamo appena guidato sarà ancora lì e potremo interpretarla di nuovo. Se, invece, siamo andati dal Lupo, tutto nella Casa è più scuro, e se si sta fermi per troppo tempo, l'oscurità offusca la visuale e si ode qualcosa che mastica e ringhia. A seconda della ragazza, le porte sono graffiate, o i mobili sono ribaltati e rotti, oppure degli strani fili neri drappeggiano ogni cosa e possono esserci anche dei ribaltamenti di prospettiva. Al contrario del finale con la Nonna, la musica ha un crescendo fino all'entrata in una surreale stanza finale, prima di cadere, e lo schermo diventa nero ancora una volta. Vengono mostrati, per alcuni secondi, dei flash di immagini ad alto contrasto raffiguranti la ragazza con il suo lupo, prima di ritrovarsi di nuovo nell'appartamento. La ragazza con cui si è appena giocato non c'è più, e rimarrà assente per un po' di tempo.

## Personaggi
- Robin è la sorella più giovane. Ha 9 anni ed è innocente e ingenua. Il suo Lupo è l'unico vero lupo del gioco.
- Rose ha 11 anni. È molto innocente e vuole proteggere e prendersi cura di tutte le persone e gli animali. Il suo Lupo è il fantasma di un laghetto stregato.
- Ginger ha 13 anni. È un maschiaccio e si diverte a correre in giro, colpendo le cose con un bastone, e ad arrampicarsi sugli alberi. Il suo Lupo è una ragazzina simile a lei che si diverte a giocare in maniera pesante.
- Ruby ha 15 anni. È sempre triste, a causa del sostegno per le gambe che è costretta a portare, e si veste e si trucca in stile goth. Il suo Lupo è un ragazzo che le offre una sigaretta.
- Carmen ha 17 anni. È consapevole dello sbocciare della sua sensualità ed è in cerca di situazioni romantiche. Il suo Lupo è un taglialegna di mezza età che le offre una birra.
- Scarlet ha 19 anni. Porta sulle spalle tutte le responsabilità, di conseguenza è severa e le piace l'ordine. Il suo Lupo è un giovane uomo dai lunghi capelli argentei che suona il piano in un teatro abbandonato.
- La ragazza dal vestito bianco. Non ha un nome, è di carnagione scura e appare durante le avventure di tutte le altre ragazze. A volte, prende per mano la protagonista e la riporta sul sentiero. Una volta utilizzate tutte e sei le protagoniste, la ragazza dal vestito bianco appare come selezionabile nella stanza di partenza. È molto più veloce delle altre e può correre senza stancarsi. Con essa è possibile visitare le locazioni dei Lupi delle ragazze in rosso, ma non ha un suo Lupo e, alla fine, può soltanto coricarsi di fianco alla Nonna, dopodiché il gioco torna alla stanza iniziale con tutte e sei le ragazze disponibili.

## Critica
Tim Martin del The Daily Telegraph ha citato The Path come un esempio recente di una "vigorosa sperimentazione con le tecniche della narrativa". Lo ha paragonato a "un romanzo di Angela Carter travasato in The Sims."

### Premi ricevuti
Una versione aplha del gioco ha avuto la nomination per l'Eccellenza nelle Arti Visuali dopo essere stata esposta all'Indipendent Game Festival nel 2008.

## Sviluppo
The Path è stato annunciato sul forum della Tale of Tales Game Design il 16 marzo 2006 col titolo provvisorio 144.
Questo numero si riferiva originariamente ai sei periodi di 24 ore dei sei giorni in cui era ambientato il gioco, ma nella versione definitiva si riferisce invece ai 144 fiori-moneta che si trovano in giro per la foresta.
Secondo lo sviluppatore, il gioco non è inteso per essere giocato nel senso tradizionale, non c'è una strategia vincente. Infatti, una parte sostanziale del gioco richiede al giocatore di scegliere il percorso perdente, allo scopo di portare le sorelle (e quindi il giocatore) verso degli incontri che devono sperimentare. Perfino la narrazione non è quella tipica per un videogioco, come spiegato dallo sviluppatore: «Non siamo narratori nel senso tradizionale della parola, nel senso che conosciamo una storia e vogliamo dividerla con voi. Il nostro lavoro è più sull'esplorare il potenziale narrativo di una situazione. Noi creiamo solo la situazione. E la vera storia emerge dal giocare, parzialmente nel gioco, parzialmente nella mente del giocatore.»

## Artisti grafici autori principali
- Auriea Harvey (direzione e caratteri/disegno dell'ambiente e creazione dei modelli)
- Michaël Samyn (interaction design, programmazione ed effetti)
- Laura Raines Smith (animazione)
- Hans Zantman (artista tecnico)
- Marian Bantjes (logo design e calligrafia)